# Stadsprijs Geraardsbergen 1961
De 30e editie van de Belgische wielerwedstrijd Stadsprijs Geraardsbergen werd verreden op 30 augustus 1961. De start en finish vonden plaats in Geraardsbergen. De winnaar was René Van Meenen, gevolgd door Roger Coppens en Piet Rentmeester.

## Uitslag
| Stadsprijs Geraardsbergen 1961 |                  |                       |      |
| Plaats                         | Naam             | Ploeg                 | Tijd |
| Winnaar                        | René Van Meenen  | Groene Leeuw          |      |
| 2                              | Roger Coppens    | Faema                 |      |
| 3                              | Piet Rentmeester | Locomotief-Vredestein |      |

1912 · 1913 · 1914–1926 · 1927 · 1928–1932 · 1933 · 1934 · 1935 · 1936 · 1937 · 1938 · 1939 · 1940 · 1941 · 1942 · 1943 · 1944 · 1945 · 1946 · 1947 · 1948 · 1949 · 1950 · 1951 · 1952 · 1953 · 1954 · 1955 · 1956 · 1957 · 1958 · 1959 · 1960 · 1961 · 1962 · 1963 · 1964 · 1965 · 1966 · 1967 · 1968 · 1969 · 1970 · 1971 · 1972 · 1973 · 1974 · 1975 · 1976 · 1977 · 1978 · 1979 · 1980 · 1981 · 1982 · 1983 · 1984 · 1985 · 1986 · 1987 · 1988 · 1989 · 1990 · 1991 · 1992 · 1993 · 1994 · 1995 · 1996 · 1997 · 1998 · 1999 · 2000 · 2001 · 2002 · 2003 · 2004 · 2005 · 2006 · 2007 · 2008 · 2009 · 2010 · 2011 · 2012 · 2013 · 2014 · 2015 · 2016 · 2017 · 2018 · 2019 · 2020 · 2021 · 2022